# Cayetano José Rodríguez (músico)
Cayetano José Rodríguez (Río de Janeiro, c. 1739 - Arequipa, 10 de diciembre de 1808) fue un compositor y maestro de capilla del Reino de Portugal, activo en la Catedral de Arequipa (Virreinato del Perú).

## Vida
Cayetano José Rodríguez nació hacia 1739 en Río de Janeiro, en aquel momento parte del reino de Portugal, hijo legítimo de Josef Rodríguez y Abreu y Theresa Nieves, posiblemente originarios de Coímbra. Quizás naciese los primeros días de agosto, ya que el 7 de ese mes es la fiesta de San Cayetano de Thiene, pero no deja de ser especulativo. Parece ser que sus padres lo dirigieron hacia la carrera sacerdotal. Se desconoce cuál sería su formación musical, aunque es posible que fuera con los jesuitas, con los que mantendría estrechas relaciones más tarde. El caso es que cuando dejó el Brasil estuvo un tiempo en la Colonia del Sacramento, en la que participaba en las tertulias musicales, lo que indica una formación musical anterior.
El 22 de diciembre de 1756, con 17 años, junto con su hermano Juan Manuel, se dirigió en el navío «El Penque de Monteyro» a Colonia del Sacramento para formarse como sacerdote. Permaneció allí solo un año y durante ese tiempo la ciudad cambió de manos portuguesas a las españolas, gracias al Tratado de Madrid. Posiblemente en los primeros meses de 1758 se dirigió a Córdoba del Tucumán para estudiar en la universidad jesuítica. Un año después, en 1759, el rey José I de Portugal expulsaría a los jesuitas de sus reinos. Juan Manuel, el hermano, se ordenaría sacerdote en Buenos Aires para regresar a Río de Janeiro unos años después.
Tras concluir sus cinco años de estudios en Córdoba, se dirigió a Buenos Aries desde donde partió a la Capitanía General de Chile. Se desconoce la razón de su estancia, sobre todo, teniendo en cuenta que llevaba unas Cartas Dimisorias, para que pudiera ordenarse allí donde llegase. Solo permaneció seis meses en Chile, partiendo posiblemente desde Valparaíso hacia Callao. Durante el viaje perdió toda su documentación, incluyendo las Cartas Dimisorias, los documentos de identidad y probablemente sus papeles de música. En el Perú permaneció por cinco años en Lima, en una de las casas de la Compañía de Jesús, sin que se sepa de sus actividades.
En 1765 recibió una carta del cabildo invitándolo a la Catedral de Arequipa para ocupar el magisterio de la capilla música. En 1764 Diego Salguero de Cabrera había sido nombrado obispo de Arequipa; Rodríguez había trabajado como pasante y residido en casa de Salguero durante sus estudios en la Universidad de Córdoba, por lo que es muy probable que esa relación tuviese que ver con la carta que recibió Rodríguez, a pesar de que Salguero todavía no se había desplazado a Arequipa en ese momento (llegaría en noviembre de 1765). Rodríguez llegaría a Arequipa en agosto o septiembre de 1765.
Cayetano Rodríguez tomó inmediatamente sus funciones con un salario de 600 pesos anuales y se le alojó en la misma catedral, para lo que se adecentó un cuarto. El 11 de enero de 1766 se casó con Thomasa Villanueba, al parecer por «mandato eclesiástico», tal como aparece en su expediente sacerdotal. El matrimonio tuvo cuatro hijos: Teresa Ludobigia (1766), Manuela Norberta (1768), Manuel Silverio (1770) y María Nicolasa (1772), de los que solo las tres hijas sobrevivirían al padre.
En 1767 fueron expulsados los jesuitas de Arequipa. Rodríguez, que ya no pertenecía a la orden pudo permanecer en la ciudad. En 1769 fallecía el obispo Salgueiro, al que sucedería Manuel Abad Illana, que llegó a la ciudad en 1772. El 26 de septiembre de 1776 fallecía la esposa de Rodríguez, Thomasa Villanueba, siendo sepultada en la catedral. En febrero de 1780 falleció el obispo Illana y el 14 de noviembre Rodríguez solicitaba la ordenación sacerdotal. La ordenación resultó difícil, ya que Rodríguez había perdido todos sus papeles, incluidas las Cartas Dimisorias, además de ser extranjero. Tuvieron que valer por él tres testigos: Antonio Rubí, teniente de caballería, y Juan Diego Vello Ferrera, ambos portugueses y de edad similar a Rodríguez; y Antonio de Otazú, antiguo compañero de habitación en Córdoba. A principios de 1781 pudo ordenarse finalmente, pero a condición de que permaneciese como maestro de capilla.
Aún pasarían otros dos obispos, Miguel Gonzáles y Pedro Chávez de la Rosa, este último muy activo en la capilla de música. Chávez nombró a dos sochantres y organizó y vistió a los seises. El obispo dimitió en 1804 y Rodríguez no llegaría a conocer otro, ya que falleció en Arequipa el 10 de diciembre de 1808.

## Obra
Cayetano Joseph Rodríguez permaneció 43 en el magisterio de la Catedral de Arequipa, por lo que debió componer numerosas obras, tal como muestran sus solicitudes de papel para la escritura. Además se conservan recibos de pagos por sus composiciones, por lo que queda claro que no se trataba de copias. Sin embargo, no se conservan obras del maestro. Parece ser que el maestro de capilla Diego Llanos había llevado las composiciones de sus antecesores a su casa y, tras su fallecimiento hacia 1855, el hijo vendió las composiciones «en su mayor parte a personas que ya no existen en la ciudad».